# Anjeles Iztueta Azkue
Anjeles Iztueta Azkue (Tolosa, Guipúzcoa, 16 de octubre de 1954) es una matemática, profesora universitaria y política española.
Fue Consejera de Educación, Universidades e Investigación del Gobierno Vasco (2001-2005).

## Biografía
Se licenció en Ciencias Matemáticas, especialidad Estadística en la Universidad de Valladolid.
De 1977 a 1982 profesora de Estadística y Matemáticas en la Facultad de Economía y Empresa de la Universidad del País Vasco y en la Universidad de Deusto. A partir de 1982 y durante 7 años estuvo a cargo de Metodología Estadístico-Matemática en el Instituto Vasco de Estadística (EUSTAT) y de 1989 a 1993, a cargo de Planificación y Documentación de Investigación en el Instituto Vasco de la Mujer, EMAKUNDE. Finalmente hasta 2018 Responsable de Metodología Estadístico-Matemática, Innovación, Desarrollo e Innovación de (EUSTAT).

## Trayectoria política
De 1999 a 2001 Viceconsejera de Asuntos Sociales del Departamento de Justicia, Trabajo y Seguridad Social del Gobierno Vasco. De 2001 a 2005 fue Consejera de Educación, Universidades e Investigación del Gobierno Vasco presidido por  Juan Jósé Ibarretxe.
, Vicepresidenta de Eusko Ikaskuntza de Álava y miembro del Consejo de Administración de Innobasque.

## Libros
Iztueta publicó dos libros en sus primeros años en la Universidad Vasca de Verano UEU:
- Análisis de varianza (1979)
- Estadística: Análisis multivariante en componentes principales (1978)

La base de datos Inguma de la comunidad científica vasca contiene más de 15 trabajos de ella.